# Pseudocalotes floweri
Pseudocalotes floweri — вид ігуаноподібних ящірок родини агамових (Agamidae). Мешкає в Камбоджі і Таїланді. Вид названий на честь британського зоолога Стенлі Сміта Флауера.

## Поширення і екологія
Pseudocalotes floweri мешкають на півдні Камбоджі, зокрема в національному парку Пре-Монівонг у горах Дамрей, та на південному сході Таїланду, зокрема в національному парку Као-Кітчакут в горах Кравань, за деякими свідченнями, також у В'єтнамі. Вони живуть у вологих гірських тропічних лісах, на висоті від 862 до 1000 м над рівнем моря. Відкладають яйця.

## Збереження
МСОП класифікує цей вид як вразливий. Pseudocalotes floweri загрожує знищення природного середовища.